# Orgens
Orgens ist eine Gemeinde (Freguesia) im portugiesischen Kreis Viseu. In ihr leben 3662 Einwohner (Stand 19. April 2021).